# 中国地震应急搜救中心
中国地震应急搜救中心（英語：National Earthquake Response Support Service），简称搜救中心，是中华人民共和国应急管理部直属事业单位。
该中心于2004年10月28日成立，前身是中国地震局综合观测中心。搜救中心负责全国地震现场应急搜救、地震搜救物资管理、地震现场流动监测工作，亦同时为国家地震灾害紧急救援队（中国国际救援队）、中国救援队的组成和支撑单位。中国地震应急搜救中心下设14个工作部门，其中职能部门6个、业务部门8个。

## 历史沿革
2000年全国防震减灾工作会议上提出，“要建立健全地震监测预报、震灾防御、应急救援三大工作体系” 。2000年12月，经中华人民共和国国务院和中央军事委员会批准，国务院办公厅和中央军委办公厅印发《国家地震灾害紧急救援队组建方案》，同意组建“国家地震灾害紧急救援队”，对外称“中国国际救援队”，初期编制222人，由中国地震局、中国人民解放军陆军第三十八集团军工兵团、中国人民武装警察部队总医院抽调人员组成。
2003年8月25日，中国地震局向中央机构编制委员会提出了《关于申请对中国地震局部分直属单位机构进行调整的函》。2004年2月4日，中央机构编制委员会批复同意了中国地震局的申请。2004年10月18日，中国地震局决定，不再保留中国地震局综合观测中心，以中国地震灾害紧急救援队为基础，整合组建“中国地震应急搜救中心”，作为国家地震灾害紧急救援队（中国国际救援队）的组成和支撑单位。
2018年5月8日，应急管理部副部长兼中国地震局局长郑国光在北京主持召开中国地震应急搜救中心转隶座谈会。根据《深化党和国家机构改革方案》，原属中国地震局的震灾应急救援职责划归应急管理部管理，中国地震应急搜救中心转隶应急管理部领导，由副司局级升格为正司局级。
2018年10月9日，公安消防部队移交应急管理部。10月18日，中共中央办公厅、国务院办公厅印发《组建国家综合性消防救援队伍框架方案》，决定组建国家综合性消防救援队伍。改革后，由北京市消防救援总队、应急总医院抽调力量，调整组建第二支国家级专业重型救援队，接受联合国重型救援队测评。
2019年1月14日，中国国际救援队（CHN-1队）与新组建的中国救援队（CHN-2队）在北京接受重型救援测评能力提升培训。3月24日，由于非洲东南部受气旋伊代袭击，应莫桑比克政府请求，中国政府派遣中国救援队赴莫桑比克灾区实施国际救援。此次救援行动是应急管理部组建后首次派出中国救援队赴境外开展国际救援。

## 职责
根据有关规定，中国地震应急搜救中心承担下列职能：
1. 承担全国地震应急搜救工作发展规划调研和拟定，负责全国地震应急搜救业务的牵头及指导工作。
2. 承担国家级地震现场工作队伍的集成任务，参与组织协调地震现场应急搜救工作，指导搜救志愿人员开展工作。
3. 负责地震现场工作队队长联席会议办公室日常工作，承担国家级地震现场工作队伍的管理、培训和演练工作。
4. 承担国家地震现场工作队和国家地震灾害紧急救援队现场通信、装备维护和部分后勤保障工作；承担地震搜救专用装备、物资的管理工作。
5. 负责采集汇总国家应急搜救资源基础信息及相关资料工作。
6. 承担地震现场流动监测任务；承担北京及周围地区流动监测任务和其他地震危险区的应急监测任务。
7. 搜集整理国内外有关应急搜救信息，承担国内外地震灾情速报及相关简报上报工作，承担应急搜救科普宣传工作。
8. 承担国外严重破坏性地震的应急搜救任务和国内地震现场指挥部指派的任务。
9. 承担国家地震紧急救援训练基地（北京）的建设和日常管理工作。
10. 指导地方地震搜救队伍及志愿者队伍的建设。

## 机构设置
根据有关规定，中国地震应急搜救中心设置下列机构：

| 职能部门 - 办公室（党委办公室） - 人力资源处 - 发展财务处 - 应急救援处（监测处）、 - 科学技术处（政策法规处、外事办公室） - 纪检监察审计处 | 业务部门 - 技术部 - 培训部 - 现场部 - 联络咨询部 - 保障部 - 工程勘测部 - 服务中心 - 基地总务部 |

## 参与项目
中国地震应急搜救中心作为地震应急救援领域的业务牵头和技术指导单位，承担了中国国内外地震应急救援技术研发、信息服务、装备保障、人员培训等任务。该中心承担和参加了“中国数字地震网络工程”、“国家公共安全应急平台部门示范建设”、“救援救灾危险作业机器人技术”等多项国家重点科研建设项目。
搜救中心作为国家地震灾害紧急救援队的的组成和支撑单位，先后参加了2004年印度洋地震海啸、2005年巴基斯坦地震、2006年日惹地震、2008年汶川地震等国内外多次灾害的应急救援行动，参与完成了人员搜救、装备后勤保障、灾害评估、信息保障、科学考察等任务。